# 广东琼楠
广东琼楠（学名：Beilschmiedia fordii），为樟科琼楠属下的一个植物种。